# Sarcocapnos
Sarcocapnos es un género de plantas con alrededor de nueve especies de la subfamilia Fumarioideae, familia Papaveraceae.

## Taxonomía
El género  fue descrito por Augustin Pyrame de Candolle y publicado en Regni Vegetabilis Systema Naturale 2: 129. 1821.

## Especies
- Sarcocapnos baetica Nyman
- Sarcocapnos crassifolia DC.
- Sarcocapnos enneaphylla DC.
- Sarcocapnos integrifolia (Boiss.) Cuatrec.
- Sarcocapnos pulcherrima C.Morales & Romero García
- Sarcocapnos saetabensis Mateo & R.Figuerola Lamata
- Sarcocapnos sanmigueli Sennen & Gonzalo
- Sarcocapnos saxatilis (Clem. ex Lange) Ceballos & Vicioso
- Sarcocapnos speciosa Boiss.